# 市ノ澤充
市ノ澤 充（いちのさわ みつる、1976年8月29日 - ）は、日本の起業家でインターネット投票の専門家。
株式会社VOTE FOR（パイプドHDグループ内）代表取締役社長。
2023年6月より、スパイラル株式会社VOTE FORカンパニー　プレジデント。

## 人物
神奈川県出身。関東学院大学法学部卒業後、政策系シンクタンクや選挙コンサルを経て、2011年株式会社パイプドビッツ入社、2017年株式会社VOTE FORを設立して代表取締役就任。
2017年、当時の野田聖子総務大臣に在外選挙からのインターネット投票推進を提言。
2018年～2020年、茨城県つくば市においてインターネット投票の実証実験を実施。2018年はマイナンバーカードとブロックチェーン、2019年は顔認証システム、2020年はデジタルIDを用いた投票システムを構築。
2021年、東京都選挙管理委員会主催「FROGMAN氏と考える選挙のミライ」 講師を務める。同年、茨城県立並木中等教育学校の生徒会役員選挙に投票システムを提供。
2022年、内閣府スーパーシティ「先端的サービスの開発・構築等に関する調査事業（公職選挙におけるインターネット投票の実現に向けた技術的検証）」に参画。
2023年、内閣府スーパーシティ「先端的サービスの開発・構築や先端的サービス実装のためのデータ連携等に関する調査事業（公職選挙におけるオンデマンド型移動期日前投票所等の実現に向けた技術的検証）」に参画。

## 研究
- 2012～2013年度、慶應義塾大学SFC研究所との共同研究「「地域毎のニーズを反映した政策立案を支援する仕組み」に関する研究」
- 2016年7月、島根大学との共同研究「第24回参議院選挙における「期日前投票所の拡大」と「共通投票所の設置」について」[5]
- 2015年～、情報ネットワーク法学会インターネット投票研究会（湯淺 墾道主査）